# 久慈湾
久慈湾（くじわん）は岩手県東部にある湾。東側に開けた湾であり、太平洋に面している。ゆるやかなカーブを描いた形状であり、湾口の幅は約3km、奥行き約2km。最大水深は約25m。
湾の北岸と南岸は崖地となっているが、西岸には久慈川および夏井川が流入し砂浜海岸となっている。久慈港および久慈市の市街地も湾奥の西岸にある。
座標: 北緯40度12分00秒 東経141度49分30秒 / 北緯40.20000度 東経141.82500度